# Na návštěvě u Spejbla a Hurvínka
Na návštěvě u Spejbla a Hurvínka je československý loutkový televizní seriál z roku 1972 vysílaný v rámci Večerníčku. Jednalo se o černobílé vysílání. Bylo natočeno 13 dílů v délce 9 až 10 minut.

## Další tvůrci
- Loutky vodili: Bohuslav Šulc, Miroslav Černý, Miroslav Vomela, Luboš Homola, Jan Klos
- Výtvarník: Zdeněk Juřena, Ljuba Čiháková

## Seznam dílů
1. Skok do neznáma
2. Žerykovo cvičení
3. Zlatý dřevák
4. Žerykovi k narozeninám
5. Mikuláš
6. Příliš Štědrý večer
7. Co je to halekačka
8. Zemětřesení
9. Si pořádně zařádit aneb není nad duet
10. Udobření
11. Spejblovi k narozeninám
12. Hurvínek zas jednou šaškuje
13. Vysvědčení